# ألبرت هاموند
ألبرت هاموند (بالإنجليزية: Albert Hammond)‏ هو مغني ومنتج أسطوانات ومغن مؤلف بريطاني، ولد في 18 مايو 1944 في لندن في المملكة المتحدة.

## وصلات خارجية
- الموقع الرسمي
- ألبرت هاموند على موقع IMDb (الإنجليزية)
- ألبرت هاموند على موقع ميوزك برينز (الإنجليزية)
- ألبرت هاموند على موقع أول ميوزيك (الإنجليزية)
- ألبرت هاموند على موقع ديسكوغز (الإنجليزية)
- ألبرت هاموند على موقع قاعدة بيانات الفيلم (الإنجليزية)